# Vuomakasjärvi
Vuomakasjärvi är en sjö i Lapska armens ödemarksområde i väglöst land i nordvästra delen av Enontekis kommun i Finland.i kommunen Enontekis Den ligger i landskapet Lappland. Arean är 47 hektar och strandlinjen är 5,51 kilometer lång. Sjön  ingår i Torne älvs huvudavrinningsområde. 
Pihtsusjoki är tillflöde till Vuomakasjärvi från Pitsusjärvi. Mellan sjöarna ligger vattenfallet Pitsusköngäs, som är Finlands största vattenfall. Pihtsusjoki är en biflod till Torne älv.